# Pehr Osbeck
Pehr Osbeck (Hålanda provincia de Västergötland, 9 de mayo de 1723-Hasslöv provincia de Halland, 23 de diciembre de 1805) fue un explorador y naturalista sueco, uno de los diecisiete apóstoles de Linneo.

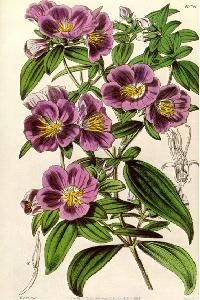
Osbeckia chinensis, dibujo de Osbeck

Osbeck estudió botánica, teología y medicina en la Universidad de Upsala (1745-1750). Fue alumno y discípulo de Carlos Linneo (1707-1778) y, con su ayuda, fue nombrado capellán del velero Prins Carl, realizó una expedición por Asia de 1750 a 1752 para estudiar la historia natural y los pueblos autóctonos. En el curso de ese viaje, pasó cuatro meses en la región de Cantón (hoy Guangdong).
En 1757 publicó una relación completa de su exploración a China, Dagbok öfwer en ostindisk resa åren 1750, 1751, 1752. Obra traducida al alemán en 1762, al francés en 1765 y al inglés en 1771. Una de las más interesantes partes de su obra es el estudio ictiológico de China, presentado bajo el nombre de Iter Chinensis.
Reunió una vasta colección que hoy día se conserva en Suecia y en el Reino Unido. Notificó 600 especies a Linneo. 
En 1760 fue consagrado pastor protestante de las parroquias de Hasslöv y de Våxtorp, en la parte más al sur de la provincia de Halland, y permaneció allí hasta su muerte. Durante su larga residencia en Halland hizo considerables anotaciones y recolectó una gran cantidad de organismos diferentes, en su mayoría plantas vasculares e insectos. Dejó varios manuscritos que contienen información sobre unas 2.665 especies de la provincia de Halland. y doctor en teología en 1778.

## Otra obra
- 1771. A voyage to China and East Indies, Vol. I. Londres. Benjamin White. Universidad de Hong Kong Libraries, Digital Initiatives, "China Through Western Eyes" vol. II

- Fragmenta ichthyologiae Hispanicae. En Nova Acta Physico-Medica Academiae Caesareae Leopoldino-Carolinae Naturae Curiosorum 4: 99-104, Nürnberg, 1770

## Honores

### Epónimos

#### Género
- Osbeckia L. de la familia de Melastomataceae[3]

#### Especies
- (Amaryllidaceae) Amaryllis osbeckii Sabine ex Desf.[4]

- (Solanaceae) Fontqueriella osbeckii (L.) Rothm.[5]
- La abreviatura «Osbeck» se emplea para indicar a Pehr Osbeck como autoridad en la descripción y clasificación científica de los vegetales.[6]

## Abreviatura (zoología)
La abreviatura Osbeck  se emplea para indicar a Pehr Osbeck como autoridad en la descripción y taxonomía en zoología.